# The Sacrament of Sin
A The Sacrament of Sin a Powerwolf nevű német metal zenekar nyolcadik nagylemeze, mely 2018. július 20-án jelent meg a Napalm Records gondozásában.

## Az album dalai
| #   | Cím                                | Dalszöveg | Zene | Hossz |
| --- | ---------------------------------- | --------- | ---- | ----- |
| 1.  | Fire & Forgive                     |           |      | 4:30  |
| 2.  | Demons Are a Girl's Best Friend    |           |      | 3:38  |
| 3.  | Killers with the Cross             |           |      | 4:09  |
| 4.  | Incense & Iron                     |           |      | 3:57  |
| 5.  | Where the Wild Wolves Have Gone    |           |      | 4:13  |
| 6.  | Stossgebet                         |           |      | 3:53  |
| 7.  | Nightside of Siberia               |           |      | 3:52  |
| 8.  | The Sacrament of Sin               |           |      | 3:26  |
| 9.  | Venom of Venus                     |           |      | 3:28  |
| 10. | Nighttime Rebel                    |           |      | 4:03  |
| 11. | Fist by Fist (Sacralize or Strike) |           |      | 3:32  |

## Kislemezek az albumról
1. Demons Are a Girl's Best Friend – 2018. május 25.[2]
2. Fire & Forgive – 2018. június 22.[3]
3. Incense & Iron – 2018. július 12.[4]

## Közreműködők
- Attila Dorn – ének
- Matthew Greywolf – Gitár
- Roel van Helden – Dob
- Charles Greywolf – Basszusgitár
- Falk Maria Schlegel – Billentyűs hangszerek